# Duellmanohyla lythrodes
A Duellmanohyla lythrodes a kétéltűek (Amphibia) osztályának békák (Anura) rendjébe és a levelibéka-félék (Hylidae) családjába tartozó faj.

## Előfordulása
A faj Costa Ricában  és Panamában él. Természetes élőhelye a szubtrópusi és trópusi nedves síkvidéki erdők,  folyók. A fajra élőhelyének elvesztése jelent fenyegetést.